# Mexikos Grand Prix 1988
Mexikos Grand Prix 1988 var det fjärde av 16 lopp ingående i formel 1-VM 1988.

## Resultat
1. Alain Prost, McLaren-Honda, 9 poäng
2. Ayrton Senna, McLaren-Honda, 6
3. Gerhard Berger, Ferrari, 4
4. Michele Alboreto, Ferrari, 3
5. Derek Warwick, Arrows-Megatron, 2
6. Eddie Cheever, Arrows-Megatron, 1
7. Alessandro Nannini, Benetton-Ford
8. Thierry Boutsen, Benetton-Ford
9. Yannick Dalmas, Larrousse (Lola-Ford)
10. Stefan "Lill-Lövis" Johansson, Ligier-Judd
11. Luis Pérez Sala, Minardi-Ford
12. Philippe Streiff, AGS-Ford
13. Oscar Larrauri, EuroBrun-Ford
14. Gabriele Tarquini, Coloni-Ford
15. Piercarlo Ghinzani, Zakspeed
16. Ivan Capelli, March-Judd

### Förare som bröt loppet
- Nelson Piquet, Lotus-Honda (varv 58, motor)
- Andrea de Cesaris, Rial-Ford (52, växellåda)
- Satoru Nakajima, Lotus-Honda (27, motor)
- Nigel Mansell, Williams-Judd (20, motor)
- Bernd Schneider, Zakspeed (16, motor)
- Riccardo Patrese, Williams-Judd (16, motor)
- Rene Arnoux, Ligier-Judd (13, kollision)
- Alex Caffi, BMS Scuderia Italia (Dallara-Ford) (13, bromsar)
- Mauricio Gugelmin, March-Judd (10, elsystem)
- Philippe Alliot, Larrousse (Lola-Ford) (0, upphängning)

### Förare som diskvalificerades
- Stefano Modena, EuroBrun-Ford (varv 0)

### Förare som ej kvalificerade sig
- Jonathan Palmer, Tyrrell-Ford
- Nicola Larini, Osella
- Julian Bailey, Tyrrell-Ford
- Adrian Campos, Minardi-Ford

## VM-ställning
| Förarmästerskapet 1. Alain Prost, McLaren-Honda, 33 2. Gerhard Berger, Ferrari, 18 3. Ayrton Senna, McLaren-Honda, 15 | Konstruktörsmästerskapet 1. McLaren-Honda, 48 2. Ferrari, 27 3. Arrows-Megatron, 9 Lotus-Honda, 9 |